# Велике Аксаково
Велике Акса́ково (рос. Большое Аксаково, башк. Оло Аксаков) — село у складі Стерлітамацького району Башкортостану, Росія. Входить до складу Підлісненської сільської ради.
Населення — 163 особи (2010; 200 в 2002).
Національний склад:
- росіяни — 49%
- чуваші — 36%

## Видатні уродженці
- Герасимов Іван Олександрович — Герой України;
- Євстигнєєв Олександр Семенович — Герой Радянського Союзу.